# Max Pestalozzi
Max Pestalozzi (Zürich, 18 februari 1857 - Neuchâtel, 8 juni 1925) was een Zwitsers hoog spoorwegambtenaar en schaakkampioen.

## Biografie

### Persoonlijk leven en opleiding
Max Pestalozzi was een zoon van Adolf Salomon Pestalozzi, een bankier uit Zürich, en Magdalena Bertha Schulthess. In 1907 huwde hij met Anna Hedwig Gehrig Schwarzenbach, een dochter van Johann Valentin Schwarzenbach, die professor was aan de Universiteit van Bern. Hij studeerde wiskunde en natuurwetenschappen aan de Federale Polytechnische Hogeschool van Zürich en ging later aan de slag in de zijde-industrie in zowel Frankrijk, Oostenrijk als Italië.

### Spoorwegambtenaar
Tussen 1899 en 1901 was hij tewerkgesteld bij de Schweizerische Nordostbahn in Zürich. Na de nationalisatie van de spoorwegmaatschappijen was hij van 1901 tot 1908 aan de slag als hoog ambtenaar bij de dienst passagierstarieven van de algemene directie van de Zwitserse federale spoorwegen (SBB/CFF/FFS), om later van 1908 tot 1921 directeur te worden van de dienst administratie binnen het Departement van Posterijen en Spoorwegen in Bern. Pestalozzi speelde een belangrijke rol in de ontwikkeling van het Zwitserse spoorwegennet, bijvoorbeeld als lid van de Zwitserse delegatie bij de herziening van het internationaal akkoord betreffende het goederenverkeer per spoor in 1912 of als auteur van een studie naar de rentabiliteit van de Furka-Oberalp-Bahn in 1922.

### Schaker
In zijn vrije tijd legde Pestalozzi zich toe op het schaken. Zijn grootvader en vader waren reeds lid geweest van de in 1809 opgerichte Schachgesellschaft Zürich. Vanaf 1880 behoorde hij tot de beste schaakspelers van Zwitserland. Hij publiceerde er meermaals artikelen over in kranten in Berlijn en Milaan. In 1884 won hij een schaaktoernooi in Davos in het kanton Graubünden. Dit toernooi was waarschijnlijk het eerste internationale schaaktoernooi van Zwitserland. Hij won tevens het eerste Zwitserse nationale kampioenschap schaken in zijn geboortestad Zürich in 1889. Ook in 1890 in Winterthur en in 1901 in Sankt Gallen behaalde hij de nationale titel. Van 1887 tot 1901 was hij voorzitter van de Schachgesellschaft Zürich. Later was hij ook voorzitter van de schaakclub van Bern (1904-1906) en van de Zwitserse schaakfederatie (1895-1906) die was opgericht in 1889. In 1893 was hij een van de inrichters van een aparte rubriek over de schaaksport in de Neue Zürcher Zeitung en in 1900 was hij medeoprichter van het vakblad Revue suisse des échecs. In 1906 trad hij om gezondheidsredenen terug uit de schaakwereld.
- Base de données des élites suisses: 51486
- Gemeinsame Normdatei: 1068612800
- Historisch woordenboek van Zwitserland: 026417
- Virtual International Authority File: 315523708